# Greisinghof
Der Greisinghof steht in der Ortschaft Mistlberg in der Marktgemeinde Tragwein im oberösterreichischen Mühlviertel und ist ein Kloster der Marianisten und ein kirchliches Bildungshaus. Zugleich ist es Sitz der Regionalleitung des Ordens für Deutschland und Österreich.

## Geschichte
Der ehemalige Bauernhof Greisinghof wurde 1904 von den seit 1857 in Österreich tätigen Marianisten als Ausbildungsstätte für das Noviziat des Ordens übernommen. Seit 1957 verfügt der Greisinghof über eine eigene Kirche, die 1981 von der polnischen Künstlerin Teresa Stankiewicz mit Wandmalereien gestaltet wurde.
1976 erfolgte die Adaptierung zu einem Bildungshaus, das Anfang der 1990er-Jahre umgebaut und erweitert wurde. Das Haus führt auch einen Bibelgarten, in dem ausschließlich Pflanzen kultiviert werden, die in der Bibel erwähnt sind. Erster Rektor war Alois Leitner.
In dem nach dem Ordensgründer benannten Haus Chaminade am Greisinghof befindet sich seit 1986 die Regionalleitung für Österreich und Deutschland (Provinzialat) des Ordens. Regionaloberer ist P. Mag. Hans Eidenberger SM.
Jakob Gapp, von Papst Johannes Paul II. seliggesprochen, war Priester im Widerstand gegen den Nationalsozialismus und 1920/1921 auf dem Greisinghof Novize.